# Hamskerpir y Garðrofa
En la mitología nórdica, Hamskerpir y Garðrofa son un par de caballos que engendraron a Hófvarpnir, el caballo que cabalga con la diosa Gna. Ambos se mencionan en la edda prosaica, escrita en el siglo XIII por Snorri Sturluson.

## Citas
En el capítulo 35 del libro Gylfaginning, Hár describe brevemente a 16 ásynjur. Hár cita a Gna como decimotercera deidad, y en su descripción cita a ambas criaturas como progenitores de Hófvarpnir:

No vuelo
aunque no vaya
y me mueva por el aire
sobre Hofvarpnir
el que tuvo Hamskerpir
con Gardrofa.

## Teorías
John Lindow menciona que el nombre Hamskerpir no tiene un significado específico, pero que Garðrofa puede significar «el que rompe la cerca». Lindow añade que ambos caballos están ausentes de cualquier otra fuente, y que el mito sobre su figura no ha sobrevivido hasta nuestros días.